# غارنت بالتيمور
غارنت بالتيمور (بالإنجليزية: Garnet Baltimore)‏ هو عالم ومهندس المناظر الطبيعية ومهندس أمريكي، ولد في 15 أبريل 1859، وتوفي في 12 يونيو 1946.